# Семёнов, Семён Артёмович
Семён Артёмович Семёнов (1921—1987) — командир орудия батареи 277-го гвардейского истребительно-противотанкового артиллерийского полка (15-я гвардейская кавалерийская дивизия, 69-я армия, 1-й Белорусский фронт), гвардии старшина, полный кавалер ордена Славы.

## Биография
Родился в поселке Козловский Покровской волости Ливенского уезда Орловской губернии (в настоящее время Покровский район Орловской области) в крестьянской семье. Окончил 7 классов школы. В 1929 году с семьёй переехал в город Макеевка Сталинской области. Работал слесарем на Макеевском труболитейном заводе. В сентябре 1940 года Пудожским райвоенкоматом Карелии был призван в ряды Красной армии.
С июня 1942 года на фронтах Великой Отечественной войны. Участник Сталинградской битвы. Воевал на Донском, Сталинградском, Юго-Западном, Центральном, 1-м Белорусском фронтах.
9 июля 1943 года в Курской битве у станции Поныри рядовой наводчик орудия 5-й батареи рядовой Семёнов со своим расчетом подбил 4 танка противника и огнём орудия рассеял до роты противника. Приказом по Центральному фронту от 18 июля 1943 года он был награждён орденом Отечественной войны 2-й степени.
18 июля 1944 года при прорыве обороны противника у села Дольск Турийского района Волынской области в районе высоты 204,6 под огнём противника гвардии старшина Семёнов вёл мощный огонь по противнику, обрушив на него более 200 снарядов. При этом он уничтожил 1 артиллерийскую батарею, 2 противотанковых орудия, 3 пулемёта, рассеял и частично уничтожил до роты солдат противника. При атаке пехоты сопровождал её, уничтожая оживающие огневые точки противника. Первым с пехотой вступил на высоту 204,6. Приказом по 15 гвардейской кавалерийской дивизии от 30 июля 1944 года он был награждён орденом Славы 3-й степени.
26 августа 1944 года, отражая контратаку противника на плацдарме на левом берегу Вислы, гвардии старшина Семёнов подогнал своё орудие на дистанцию 200 метров к автоматчикам противника и открыл по ним огонь. Когда был ранен наводчик орудия, он сам встал к панораме и, невзирая на огонь противника, управлял огнём. Когда автоматчики прорвались к орудию, он номерами расчёта взял личное оружие и вступил в бой с солдатами противника, уничтожив 20 солдат. Контратака была отбита, и противнику не удалось захватить господствующую высоту. Приказом по войскам 1-го Белорусского фронта от 21 сентября 1944 года гвардии старшина Семёнов был награждён орденом Славы 2-й степени.
7 января 1945 года в бою у деревни Полесье попаданием снарядов противника в одну из снарядных ниш были разбиты несколько ящиков с снарядами, воспламенился порох из разбитых гильз, и пламя начало подбираться к другим ящикам. Гвардии старшина Семёнов ещё с одним из номеров расчёта, невзирая на опасность для жизни, принялся тушить пожар и эвакуировать уцелевшие снарядные ящики. Приказом по войскам 1-го Белорусского фронта от 19 февраля 1945 года гвардии старшина Семёнов был награждён орденом Красного Знамени.
14 января 1945 года при прорыве обороны противника возле населённых пунктов Пискорув и Пшиленк в районе города Пулавы в Люблинском воеводстве расчёт гвардии старшины Семёнова подавил 2 орудия противника, пулемёт и рассеял 2 взвода пехоты противника, чем способствовал продвижению пехоты. Указом Президиума Верховного Совета СССР от 24 марта 1945 года он был награждён орденом Славы 1-й степени.
1 марта 1945 года расчёт гвардии старшины Семёнова вступил в неравный бой с 4 самоходными орудиям и одним танком. Огнём своего орудия Семёнов подбил 2 самоходки с их расчётами, а одна скрылась за домами, где была уничтожена метким огнём орудия. Ещё одна самоходка была оставлена экипажем. Приказом по войскам 1-го Белорусского фронта от 19 апреля 1945 года гвардии старшина Семёнов был награждён орденом Отечественной войны 1-й степени.
Демобилизовался старшина Семёнов в октябре 1946 года. Вернулся в Макеевку, работал на труболитейном заводе бригадиром. 6 апреля 1985 года в честь 40-летия Победы как участник Великой Отечественной войны был награждён орденом Отечественной войны 1-й степени.
Скончался 13 декабря 1987 года.